# Michail Brodsky

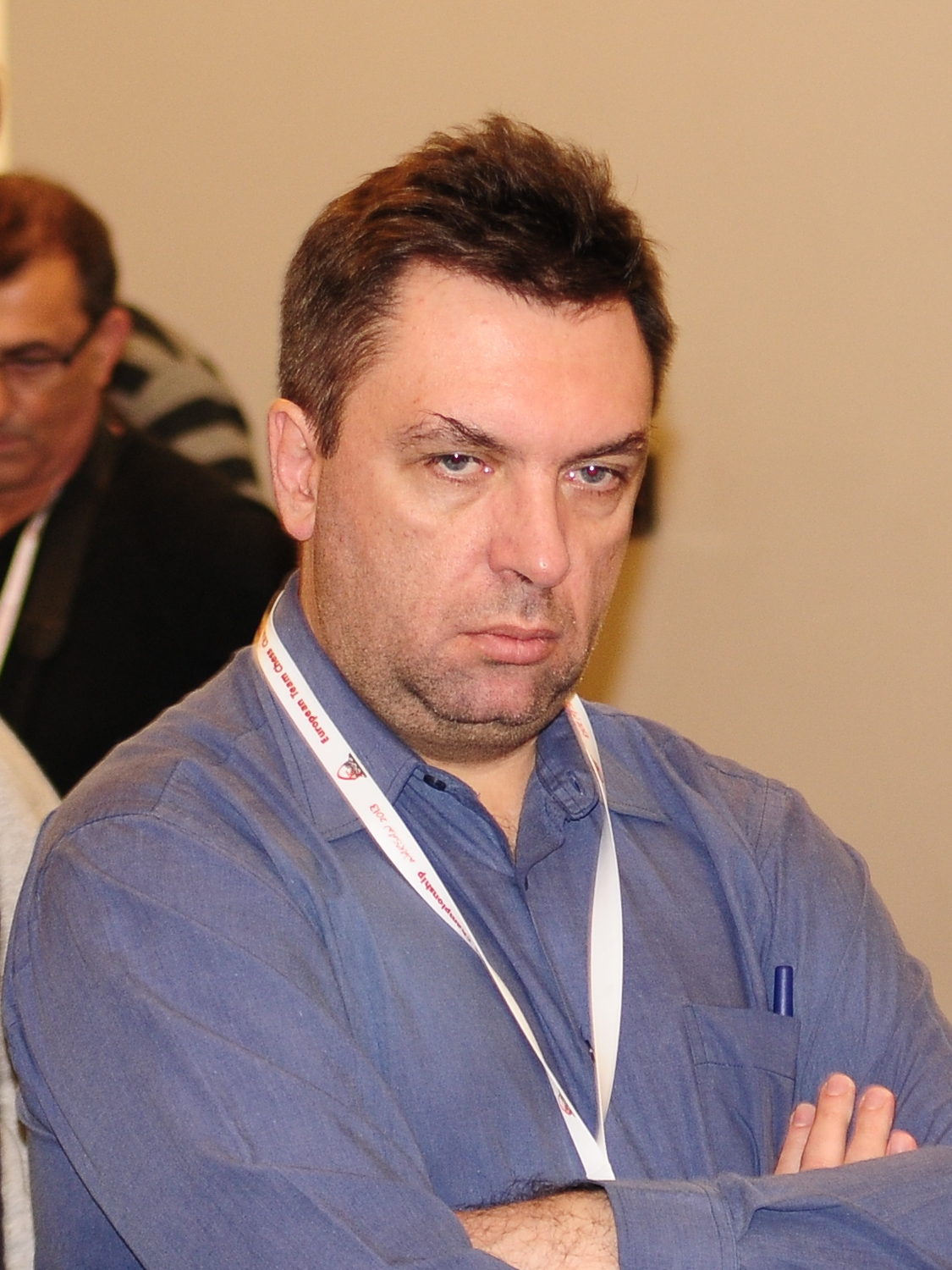
Michail Brodsky in 2013

Michail Leodinovitsj Brodsky (Oekraïens: Михайло Леонідович Бродський) (Charkov, 27 maart 1969) is een Oekraïens schaker. Hij is sinds 1994 een grootmeester (GM).
- In februari 2005 werd hij, met IM David Shengelia, gedeeld eerste in het Capelle-la-Grande toernooi.[1] Zij behaalden 7.5 pt. uit 9 partijen.
- Van 7 t/m 17 juli 2005 won Brodsky met 6.5 punt uit 10 het grootmeester Viking 2005 toernooi dat werd gehouden in Sint-Petersburg. De Rus Andrej Devjatkin werd tweede met eveneens 6.5 punt uit 10 ronden. De Russische grootmeester Igor Zacharevitsj eindigde ook met 6.5 punt zodat de tie-break moest beslissen.
- Van 24 september t/m 2 oktober 2005 speelde hij mee in het 14e Monarch Assurance toernooi op Isle of Man, waar hij met 6 uit 9 op de zesde plaats eindigde.[2]
- Van 21 t/m 29 oktober 2005 vond in Hoogeveen het Essent Schaaktoernooi plaats, dat in de Open groep door Baklan met 7 uit 9 gewonnen werd. Brodsky eindigde met 6.5 punt op een gedeelde tweede plaats.